# Geranium kauaiense
Geranium kauaiense är en näveväxtart som först beskrevs av Joseph Rock, och fick sitt nu gällande namn av Harold St.John. Geranium kauaiense ingår i släktet nävor, och familjen näveväxter. Inga underarter finns listade i Catalogue of Life.